# Ngựa lai

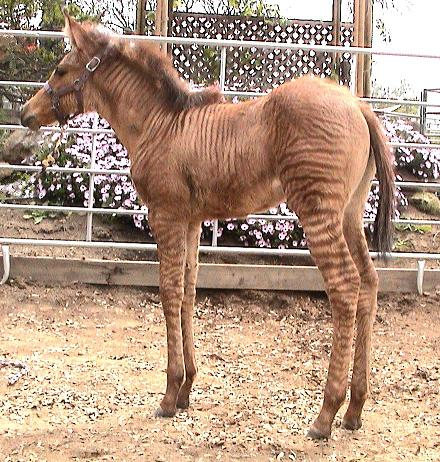
Một con lừa vằn

Ngựa lai (Equid hybrid) là cách gọi của các loài động vật lai được tạo trong họ Ngựa thông thường từ ba loài ngựa vằn, lừa và ngựa. Bên cạnh việc lai giống những con ngựa cùng loài (trong các giống ngựa), người ta còn lai tạo ra những con lai khác loài trong họ ngựa thông qua việc cho giao phối chéo. Ngựa nuôi có thể lai với các loài ngựa hoang khác trong chi Equus, nhưng đều cho con lai vô sinh (sterile), nghĩa là không sinh con được. Các loài khác nhau của họ ngựa Equidae có thể tạp giao, mặc dù con non sinh ra nói chung là vô sinh. Con lai giữa các loài ngựa trong chi Equus đều vô sinh do con lai có số nhiễm sắc thể lẻ không thể phân chia trong phân bào giảm nhiễm (meiosis).

## Lịch sử
Từ thế kỷ 20 giống lai Equid đã được tạo ra. Việc lai tạo đầu tiên là với con ngựa vằn và lừa sau đó họ cố gắng thử nghiệm với những con ngựa bởi vì người ta muốn đặt tên cho con vật gì đó khác hơn zebrass. Ngựa lai có thể được truy trở lại châu Phi, nơi có số lượng lớn các loài họ ngựa mà kết quả qua tự nhiên tạo ra những loài lai. Các giống lai đã được tìm thấy là hiệu quả hơn so với các loài ban đầu, vì chúng đặt ra những đặc điểm nhất định của cả hai loài nên các nhà khoa học đã bắt đầu thử nghiệm bằng cách tạp giao các loài khác trong họ ngựa và phân loại chúng như Equid lai. 

## Các loại
Hầu hết mọi người biết về con la, con lai của một con lừa đực và ngựa cái. Tuy nhiên, đó chỉ là một trong nhiều giống lai Equid Hybrids. Một số con lai trong họ Equidae là:
- Con la: Là con lai giữa lừa đực và ngựa cái. La là dạng con lai phổ biến nhất trong họ Ngựa và nổi tiếng vì khả năng dẻo dai, chắc chắn, chịu đựng khó khăn tốt của chúng. Chúng được con người sử dụng rộng rãi trong đời sống
- Lừa la hay còn gọi là Hinny hay con bác-đô: Là con lai giữa lừa cái và ngựa đực. Hiếm nhưng ít giá trị hơn la, nói chung nhỏ hơn về kích thước và không chịu đựng được khó khăn như la.
- Lừa vằn hay còn gọi là Zeedonk (hay Zedon) hay Zonkey: Là con lai giữa lừa và ngựa vằn.
- Ngựa lùn vằn (Zony): Là con lai giữa ngựa vằn/ngựa lùn (pony). Zetlands: Là con lai giữa Ngựa Vằn và ngựa lùn Shetland.
- Ngựa vằn lai (Zorse hay zebrula): Là con lai giữa ngựa vằn đực và ngựa cái. Hebra hay Horbra: Là con lai giữa ngựa vằn cái và ngựa đực, con lai hiếm hơn của cặp ngươc lại
- Zebroid: Là từ chung của con lai giữa các loài Ngựa Vằn với nhau. Bất kỳ con lai nào trong họ ngựa với một phần tổ tiên là ngựa vằn được gọi là zebroid.
- Lừa hoang Tây Tạng (Kiang) có thể cho lai với ngựa nuôi, lừa, lừa hoang Trung Á (Onager), ngựa vằn, nhưng con lai cũng vô sinh, như trường hợp con La.